# Mussa Zungu
Azzan Mussa Zungu (* 25. Mai 1952 in Tanganjika) ist ein tansanischer Politiker der Chama Cha Mapinduzi (CCM).

## Leben
Azzan Mussa Zungu begann 1979 ein Studium im Fach Luft- und Raumfahrttechnik am Military College of Aviation, das er 1982 mit einem Bachelor abschloss. Er war danach als Luftfahrzeugingenieur tätig. Seine politische Laufbahn begann er für die Chama Cha Mapinduzi (CCM) in der Kommunalpolitik.
Zungu war zwischen 2002 und 2005 Mitglied des Stadtrates sowie Bürgermeister von Ilala im gleichnamigen Distrikt Ilala. Zugleich war er in dieser Zeit auch Vorsitzender des Investititonsausschusses der Stadt. 2005 wurde er im Wahlkreis Ilala erstmals für die CCM Mitglied der Nationalversammlung, der sogenannten Bunge, und gehört dieser nach seinen Wiederwahlen 2010, 2015 und 2020 seither an. Er absolvierte 2007 ein Studium im Fach Diplomatische Studien in Kairo, das er mit einem Zertifikat abschloss. Er fungierte zwischen 2008 und 2014 als Vorstandsmitglied der Regulierungsbehörde für das öffentliche Beschaffungswesen (Public Procurement Regulatory Authority) sowie von 2015 bis 2018 als stellvertretender Vorsitzender des Ausschusses für soziale Entwicklung und Dienste (Social Development and Services Committee). Zugleich war er von 2016 bis Januar 2020 Mitglied des Parlamentspräsidiums (Presiding Officer) der Nationalversammlung und Mitglied der Kommission für den parlamentarischen Dienst (Parliamentary Service Commission) sowie ferner Mitglied des Projektes zur Unterstützung der Gesetzgebung LSP II (Board of Legislature Support Project). Des Weiteren fungierte er zwischen 2018 und Januar 2020 als Vorsitzender des Ausschusses für auswärtige Angelegenheiten, Verteidigung und Sicherheit (Foreign Affairs , Defence and Security Committee).
Mussa Zungu war als Nachfolger von George Simbachawene zwischen dem 23. Januar und Dezember 2020 im ersten Kabinett von Staatspräsident John Magufuli Staatsminister für Unionsangelegenheiten und Umwelt im Amt der Vizepräsidentin Samia Suluhu Hassan (Minister, Vice President’s Office responsible for Union Affairs and Environment).